# Hökvattsåns naturreservat
Hökvattsåns naturreservat är ett naturreservat i Krokoms kommun i Jämtlands län.
Området är naturskyddat sedan 2020 och är 83 hektar stort. Reservatet ligger utmed ån nordost om Laxsjö och består av vattendraget omgiven av  barrskog, kärr, rikkärr, öppna och skogbevuxna myrar, sumpskog, lövträdsrika strandskogar och svämskog.